# Angaturama limai
Angaturama limai (tupí "noble, bravo de Murilo R. de Lima") es la única especie conocida del dudoso género extinto Angaturama, un dinosaurio terópodo espinosáurido, que vivió a mediados del período Cretácico, hace aproximadamente 115 millones de años, en el Aptiense, en lo que hoy es Sudamérica.

## Descripción
El angaturama está caracterizado por una fuerte compresión lateral del hocico y una cresta sagital sobre el premaxilar. Se calcula que llegó a medir 7 metros de largo, y 3 de alto. sumado a un peso de unos 500 kg. Se cree que presentaba una dieta piscívora, siendo también factible que incluyera a ciertas especies de pterosaurios, las cuales eran bastante abundantes en lo que hoy es Brasil. Al igual que sus parientes, el angaturama debe haber sido principalmente piscívoro en su alimentación pudiendo atrapar a un pequeño dinosaurio o algún pterosaurio ocasionalmente. Al igual que otros espinosáuridos probablemente no podría derribar una gran presa, priorizando así la dieta a base de pescado.

## Descubrimiento e investigación
El espécimen tipo fue descubierto en nódulos de piedra de arcilla y consiste en la porción anterior de un cráneo. La descripción de la nueva especie estuvo a cargo de Alexander W.A. Kellner y Diogenes de A. Campos siendo publicada en 1996. Su nombre Angaturama,se debe a un espíritu protector de la cultura Tupi del Brasil, y el paleontólogo Murilo R. de Lima, quien informara a Kellner del espécimen en 1991, que fuera hallado en la Formación Santana a los pies de Chapada do Araripe, estado de Ceará, noreste de Brasil. Angaturama se diagnosticó por una muy fuerte compresión lateral del hocico y una cresta sagital en la parte superior del premaxilar. Se cree que su alimento principal era el pescado.

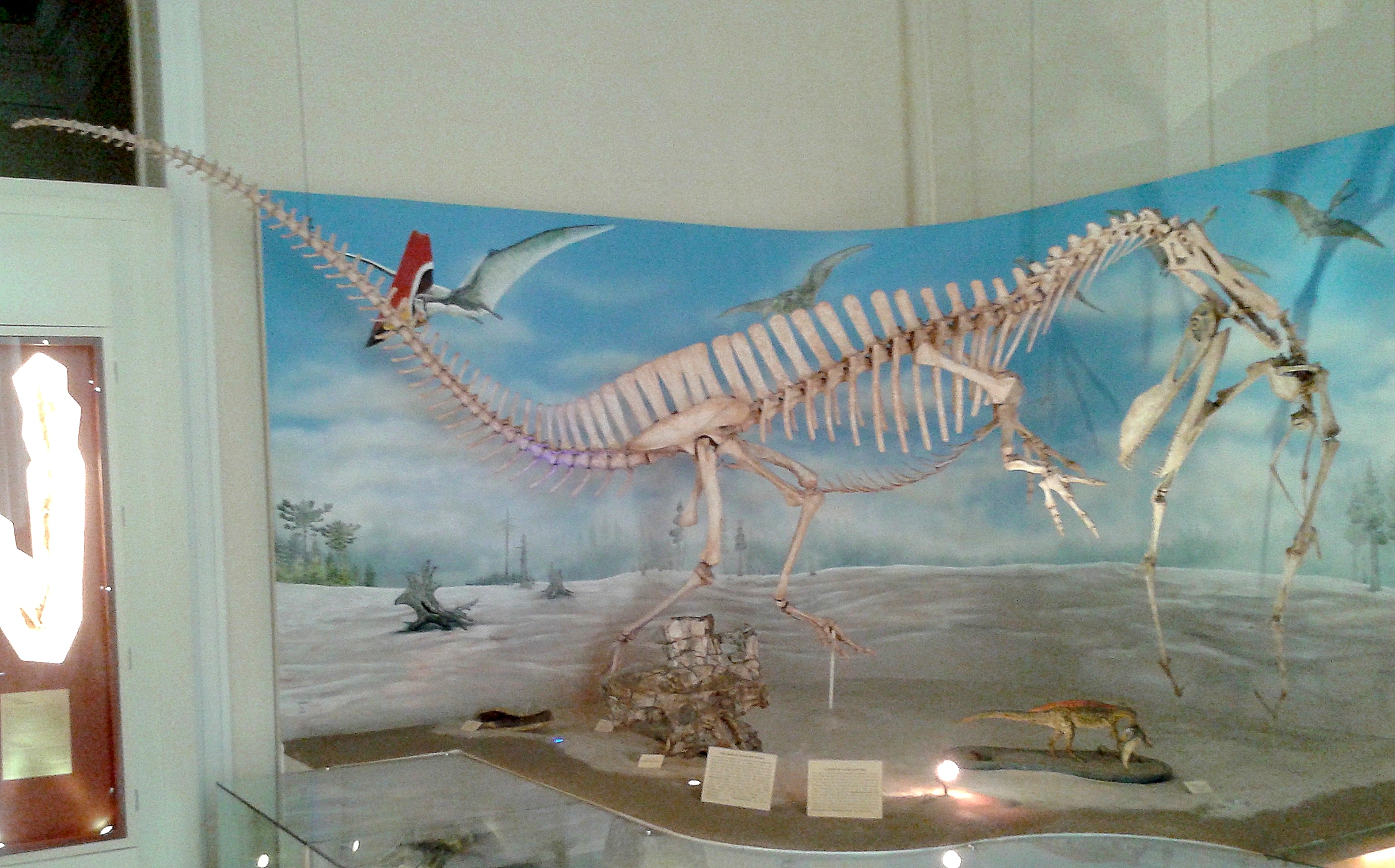
Esqueleto retratado en postura de comer a un pterosaurio.

## Clasificación
Angaturama pertenece a la familia Spinosauridae, dentro de la subfamilia Spinosaurinae, estando más cercanamente emparentado con Spinosaurus que con Baryonyx. Angaturama fue originalmente descrito como "el primer cráneo de dinosaurio descubierto en Brasil". Sin embargo, la descripción se llevó a cabo luego de la de otro espinosáurido, Irritator.  Muchos paleontólogos postulan que Angaturama e Irritator conforman el mismo dinosaurio. En caso de ser así, el nombre Irritator tiene prioridad.